# Brygada Policyjna
Brygada Policyjna – oddział wojskowy złożony z Ukraińców w służbie niemieckiej pod koniec II wojny światowej.
Brygada została sformowana na pocz. 1945 r. w rejonie Brandenburga. Składała się z Ukraińców z policji pomocniczej (batalionów Schutzmannschaft) z Dystryktu "Galicja", którzy ewakuowali się do Niemiec. Liczyła ok. 3,4 tys. ludzi zgrupowanych w trzech lub czterech batalionach. Na jej czele stanął mjr Wołodymyr Pitułej, b. komendant Ukraińskiej Policji Pomocniczej w okupowanym Lwowie. Na pocz. kwietnia oddział został przekształcony w 2 Brygadę 2 Dywizji nowo formowanej Ukraińskiej Armii Narodowej. Żołnierze Brygady złożyli przysięgę na wierność Ukrainie. Od 23 kwietnia do 8 maja brała ona udział w obronie Brandenburga, po czym resztki brygady poddały się wojskom alianckim.